# سوزان هامبتون
سوزان هامبتون (بالإنجليزية: Susan Hampton)‏ هي كاتِبة وشاعرة أسترالية، ولدت في 1949 في إينفيريل في أستراليا.